# Ángelo Preciado
Artikeln följer den spanska namnseden; faderns efternamn är Preciado och moderns efternamn Quiñónez.
Ángelo Smit Preciado Quiñónez, född 18 februari 1998, är en ecuadoriansk fotbollsspelare som spelar för Sparta Prag. Han spelar även för Ecuadors landslag.

## Klubbkarriär
Den 28 december 2020 värvades Preciado av belgiska Genk, där han skrev på ett 2,5-årskontrakt med option på ytterligare två år. Preciado debuterade i Jupiler Pro League den 16 januari 2021 i en 2–0-förlust mot Royal Excel Mouscron.
Den 4 september 2023 värvades Preciado av tjeckiska Sparta Prag.

## Landslagskarriär
Preciado debuterade för Ecuadors landslag den 12 oktober 2018 i en 4–3 förlust mot Qatar, där han blev inbytt i halvlek mot Stiven Plaza. Preciado har varit en del av Ecuadors trupp vid Copa América 2021.